# 幕内秀夫
幕内 秀夫（まくうち ひでお、1953年4月4日 - ）は、健康・料理評論家。
伝統食と民間食養法の研究をする「フーズアンドヘルス研究所」を主宰。学校給食と子どもの健康を考える会代表。
ホリスティック医学を目指した「帯津三敬病院」で管理栄養士を務める。粗食をすすめていて、マスコミへの出演、本の出版多数。

## 来歴
茨城県生まれ。茨城県立土浦第三高等学校、東京農業大学農学部栄養学科卒業。管理栄養士。

## 批判
幕内の著書『変な給食』における三重県松阪市の学校給食の献立を批判する記述が実際と異なる盛り付けを描写しているとして松阪市が2011年ブックマン社に抗議した。
2014年SAPIOの記事で「愛知県江南市の学校給食でやきそばと一緒にメロンパンが提供されている」と幕内が書いたことについて、事実誤認であるとして江南市が同誌に抗議し、同誌編集長が江南市を訪れ謝罪した。

## 著書
- じょうぶな子どもをつくる基本食 (講談社＋α文庫）
- 粗食のすすめ レシピ集（東洋経済新報社）
- 粗食のすすめ (新潮文庫)
- 世にも恐ろしい「糖質制限食ダイエット」 (講談社＋α新書)
- 乳がん患者の8割は朝、パンを食べている（ジービー）
- ４０歳からの元気食「何を食べないか」－１０分間体内革命 (講談社＋α新書)
- じょうぶな子どもをつくる基本食 子どもレシピ（主婦の友社）
- 病気にならない夜9時からの粗食ごはん (青春新書プレイブックス)
- 1食100円「病気にならない」食事 実践レシピ (講談社のお料理BOOK)
- 1食100円「病気にならない」食事 (講談社+α新書)
- 子どもべんとう―じょうぶな子どもをつくる基本食（主婦の友社）
- なぜ、子どもはピーマンが嫌いなのか?―まくうち流70点の食育講座 (西日本新聞）
- 女性のからだを変える！99円弁当（ソフトバンククリエイティブ ）
- じょうぶな体をつくる　子どもおやつ (リトルランドこどもの本) 文庫
- 子どもおやつ（主婦の友社）
- 粗食のすすめ　実践マニュアル (講談社＋α文庫)
- 子ども元気レシピ―じょうぶな子どもをつくる基本食（主婦の友社）
- ポテチを異常に食べる人たち~ソフトドラッグ化する食品の真実（WAVE出版）
- ふりかけ101―いちばん身近でおいしい粗食（学習研究社）
- 子どもが野菜嫌いで何が悪い!（バジリコ）
- 工藤公康 粗食は最強の体をつくる!―食事を変えれば、体が楽になる!強くなる!若くなる!（ 三笠書房）

他多数